# Megachile rufiventris
Megachile rufiventris là một loài Hymenoptera trong họ Megachilidae. Loài này được Guérin-Méneville mô tả khoa học năm 1834.